# Les Aventures de Tikoulou
 (mars 2018).
Les Aventures de Tikoulou forment une série d'albums jeunesse dessinés par Henry Koombes et édités par les Éditions Vizavi, basées à Port-Louis. Elles mettent en scène Tikoulou, un petit garçon de l'île Maurice qui voyage dans le sud-ouest de l'océan Indien au fil des différents titres. Deux d'entre eux, par exemple, se déroulent à La Réunion dans le cadre d'un scénario signé par la femme de lettres réunionnaise Joëlle Écormier. Parmi les auteurs des différents titres figurent Christophe Cassiau-Haurie, les auteurs mauriciens Nathacha Appanah et Alain Gordon-Gentil, et Pascale Siew, fondatrice des éditions Vizavi. 
Une adaptation en dessin animé est disponible sur YouTube.
À ce jour, la série Tikoulou comporte 16 titres (un titre étant publié chaque année) :
- Au Pays du Dodo
- Le Trésor de Tikoulou
- SOS Requin!
- Mystère à la Citadelle
- Méli-mélo dans la mélasse
- Cyclone sur Rivière Noire
- Tikoulou à Rodrigues
- Cap sur Nosy Boraha!
- Sur les terres de Grand-Mère Kalle
- La piste des Diyas
- Tikoulou à la Rescousse
- Enquête aux Seychelles
- Tikoulou en Inde
- Un Samedi sous Tension
- L'étrange été de Tikoulou
- La Légende de Bel Ombre